# トウブドラッグ
株式会社トウブドラッグ（TOBU DRUG）は、かつて存在した小売業者。
埼玉県東部と千葉県北部、東京都城北を中心にドラッグストア「マツモトキヨシ」を展開していた。途中、東武グループに属したこともあったが、最後はマツモトキヨシグループに属していた。
2016年10月に、ドラッグストア事業を株式会社マツモトキヨシに承継した上で、株式会社マツモトキヨシファーマシーズに吸収合併され解散した。

## 概要
1999年に地場系のドラッグストアチェーンに東武鉄道が出資したことで、2001年に現名称へ変更。この頃の店舗はポロロッカ食品館に似た淡緑色の外装・看板であったが、2003年にマツモトキヨシと業務提携したことで、2005年頃から郊外の大型店ではマツモトキヨシ店とほぼ同じ内外装デザインで「薬 トウブドラッグ」の看板を掲げた店舗の出店を行っていた（旧:健康家族チェーンと同様）。
2014年までに、メディカルハウス池袋店及び東武薬局を除く全店舗ブランドを「マツモトキヨシ」に改名した。

## 沿革
- 1967年（昭和42年）4月 - 埼玉県越谷市に有限会社サンドラッグを設立（大手DSチェーンのサンドラッグとは無関係）。
- 1993年（平成5年）12月 - 株式会社に改組。
- 1997年（平成9年）7月 - 資本金を9000万円に増資。
- 1999年（平成11年）11月 - 東武鉄道傘下に入る。
- 2001年（平成13年）4月 - 株式会社トウブドラッグに社名変更。
- 2003年（平成15年）12月 - マツモトキヨシと業務・資本提携、仕入れを共通化する。
- 2004年（平成16年）10月 - 本部を千葉県松戸市（マツモトキヨシ本社）に移転。
- 2007年（平成19年）11月 - 本部を現在の埼玉県越谷市に移転
- 2014年（平成26年）- メディカルハウス池袋店及び東武薬局を除く全店舗ブランドをマツモトキヨシに改名。
- 2016年（平成28年）10月 - ドラッグストア事業を株式会社マツモトキヨシに承継した上で、株式会社マツモトキヨシファーマシーズに吸収合併され解散。

## 店舗
埼玉県越谷市、さいたま市見沼区・岩槻区、東京都豊島区・板橋区などの東武線沿線と、千葉県東葛地域を中心にマツモトキヨシのエリアフランチャイズ店（マツモトキヨシXX店）として24店舗及びメディカルハウス池袋店を構えていた。また、「東武薬局」名称の調剤専門薬局が3店舗あった。
なお、前社名時代に出店した名残から東武沿線から隔てた埼玉県南部（川口市・さいたま市緑区・西区・戸田市）にも出店している。